# Carbinea
Carbinea là một chi nhện trong họ Stiphidiidae.